# Glenea ochreolineata
Glenea ochreolineata är en skalbaggsart som beskrevs av Stefan von Breuning 1950. Glenea ochreolineata ingår i släktet Glenea och familjen långhorningar. Inga underarter finns listade i Catalogue of Life.